# 夜明けのシンデレラ
「夜明けのシンデレラ」（よあけのシンデレラ）は、山崎エリイ2枚目のオリジナルアルバム。2018年11月21日にZERO-A / 日本コロムビアから発売された。

## 概要
- タイトルには、「シンデレラの魔法が解けた後（＝夜明け）でも、自身の力で幸せを掴んでいこうとする強い意志」が込められており、M9「シンデレラの朝」をはじめ、「自分らしく進んで行こう」という楽曲が自然と集まったとのこと[3][4]。また、山崎はアルバムのテーマとして「シンデレラが12時（0時）の鐘が鳴って、パーッと魔法が解けた後のリアルさ。あとは、ちょっとまだ夢見心地な時間」の2種類を挙げている[5]。シングル2枚のほか、ラップの入った英詞曲、妖艶なゴシック曲、夜明けまでのストーリーが9分弱にわたり展開される曲など、今作も幅広いナンバー揃いとなった[6]。オリコンチャート最高35位[2]。
- ジャケット写真は、深夜1時に集合して西湖に到着、夜明けの時間を狙って撮影された幻想的な作品[7]。「湖に脚立を置いて、その上にドレスで立つ撮影で、たまに落ちかけて"あーっ！"となりましたけど(笑)、下を見ると全部水なのが不思議でした」とのこと[8]。

## 収録内容
| #         | タイトル                  | 作詞       | 作曲       | 編曲      | 時間  |
| --------- | ------------------------- | ---------- | ---------- | --------- | ----- |
| 1.        | 「a little little thing」 | hisakuni   | hisakuni   | hisakuni  | 4:46  |
| 2.        | 「Vivid my world」        | 藤原隆之   | 藤原隆之   | 佐藤清喜  | 4:02  |
| 3.        | 「十代交響曲」            | hisakuni   | hisakuni   | hisakuni  | 4:54  |
| 4.        | 「Flowery Dance」         | hotaru     | 横関公太   | 横関公太  | 4:24  |
| 5.        | 「未完成のキャンバス」    | 高瀬愛虹   | 横関公太   | 横関公太  | 3:59  |
| 6.        | 「Starlight」             | 金子麻友美 | 金子麻友美 | 佐藤清喜  | 4:35  |
| 7.        | 「My Twilight」           | 坂井竜二   | 水口浩次   | 水口浩次  | 5:06  |
| 8.        | 「Steady」                | 金子麻友美 | 金子麻友美 | 佐藤清喜  | 3:55  |
| 9.        | 「シンデレラの朝」        | 大西洋平   | 鎌田瑞輝   | 佐藤清喜  | 4:21  |
| 10.       | 「ラズベリー・パーク」    | 只野菜摘   | 坂部剛     | 坂部剛    | 8:55  |
| 合計時間: | 合計時間:                 | 合計時間:  | 合計時間:  | 合計時間: | 49:01 |

| #         | タイトル                                      | 作詞  | 作曲・編曲 | 時間  |
| --------- | --------------------------------------------- | ----- | ---------- | ----- |
| 1.        | 「a little little thing」(ミュージックビデオ) |       |            | 4:53  |
| 2.        | 「a little little thing」(MVメイキング映像)   |       |            | 11:56 |
| 合計時間: | 合計時間:                                     | 16:49 |            |       |

## M1～M5について
- M1「a little little thing」は今作のリード曲で、明るくダンサブルなフューチャー・ベース。音楽番組「アニ☆ステ」2018年11月のエンディングテーマ[10]。イントロなどに入るスキャットやサビのコーラスも相まって、「（Walking On Air）」というコーラスの意味合いどおり、全体的に夢見心地な浮遊感がある楽曲。「小さな幸せを見つける」というコンセプトがあり、「聴いて頂ける方に幸せになってもらえるような。ちょっとでも落ち込んでいる方に元気になって頂けるような。バンッと上がっていく元気ではなく、少しずつ上がっていくような、ちょっと背中を押せるような曲になれたらな」とのこと[11]。また、「この曲のAメロとBメロは歌うというより、ひとり言ふうにしゃべっています。キャラソンみたいに台詞っぽくはならない、微妙なラインで。サビは弾けて、ルンルン気分が伝わればいいなと思って歌いました」とレコーディングを振り返っている[4]。
- M3である1stシングル「十代交響曲」とM1は作家が同じで、ストーリーもつながっている。「『十代交響曲』は歌詞の内容もサウンドもダークな雰囲気ですが、それから5年くらいの時間を経て、主人公の女の子がすごく明るくなっています。私自身、あの女の子がこんなふうに成長したんだということをエピソード的に知ることができたのがうれしかったですね」とのこと。何があって明るくなったかと聞かれた山崎は、「あの子は自分と周りを比較して気持ちがダークというか、最後まで光が見えなかったんですけど、自分の好きなものや試したいものを見つけた感じです。"あの頃一人で歌い続けていたメロディの続き"とかの歌詞はリンクしています」と返している[4]。「a little little thing」のMVは、ソロのMVとしては初のダンスパートがある、明るくポップな作品[12]。3パターンある衣装のなかで、白ニットでは珍しく「おでこ出し」をしている。また、このMVの撮影中に3rdシングル「Last Promise」の制作決定がサプライズ発表された[13]。
- M2「Vivid my world」は、初挑戦となる英詞まじりのEDM[14]。また、作詞・作曲を手掛けた藤原隆之氏がラップ歌唱で参加しており、「Cherii♡」などのErii名義作品を含め、全楽曲のなかでもひときわ異彩を放っている。もともとはラップ無しの曲だったが、「ラップがあった方が面白いかもしれない」というディレクターの発言に、藤原氏が「僕、ラップできます」と乗った結果ラップが入ったとのこと。レコーディングを振り返って山崎は、「英語がメインになっているパートもあって、文章になっている英語を歌うのは初めてだったので、曲の雰囲気に溶け込めるようにというのもありつつ、英語の発音もありつつ、色んなところに気を遣わなければいけないなと思いました」と語っている[11]。
- M4「Flowery Dance」は、妖しさとスリルを感じるゴシック曲[15]。ドボルザークやバッハなど、重低音を使うクラシック曲を聴くうちにゴシック曲を知っていったという山崎の希望のもと書き下ろされた[16]。M1と同じくサビやBメロに細かくコーラスが入っているが、こちらは「（もっと）」「（破れ）」とささやく歌声であり、耳元で妖しく誘われるような怖さを曲に与えている。楽曲について山崎は、「自分の中で完全にキャラにしました。なり切って歌って楽しかったです。デモよりキーを1コ下げて、ちょっとホラーな感じも入れました。ひと筋縄では行かないところが多いので、小悪魔な歌い方ができたらと」「月に照らされた、ちょっと怪し気な洋館を何となくイメージしました。私の中ではハロウィン曲に近いです」と答えている[4]。
- M5「未完成のキャンバス」は、ゆったりとしてキュートな曲調で彩る「片想いの恋歌」[17]。松田聖子をはじめとした80年代の歌を山崎と同じく好む、作詞の高瀬愛虹氏いわく、「"恋をして想いを告げるまで"を"絵画を少しずつ描きながら最後に名前を付けるまで"に例えた歌詞になります。松田聖子さんの歌詞は、描写と比喩表現の美しさが持ち味だと感じているので、この作品でもこだわったポイントです」とのこと[18]。なかでも山崎は、「"名前をつけてください 恋人という名を"という歌詞が可愛らしくてお気に入りです」とツイートしている[19]。可愛らしい曲は得意に思える山崎だが、「片想いの歌でピュアな照れ屋の女の子を思い浮かべましたけど、声をどこに寄せたらいいだろうと。ナチュラルな感じが難しかったです」と収録を振り返っている[8]。

## M6～M10について
- M6は2ndシングルの「Starlight」で、M8はカップリング曲の「Steady」。
- M7「My Twilight」は山崎いわく、「子供から大人に変わる間で揺れ動く気持ちに別れを告げ、次の自分へのスタートラインに静かな決意を持って立とうとする模様が繊細に書かれた」楽曲[20][21]。「背中を押してもらえる歌詞でポップさもありつつ、Aメロから急に懐メロっぽくなって、不思議な感じがします。私はあの時代の楽曲が好きで、歌い方もちょっと懐かしくできたらと。それで、声をピョコピョコ跳ね上げすぎないように歌いました」とのこと[4]。また山崎は、「ただ強いのではなく、か弱いところから少しずつ上っていくようにしたくて、トーンを落として入って、サビで上がっていく感じで歌いました」と繊細なこだわりを明かし、「歌詞にはすごく共感しました。お仕事で"怖いな。大丈夫かな"と思ったことがリアルに書かれている気がして。昔は失敗すると"私はダメだ……" って不安しかなかったんです。でも、いつの間にか失敗をバネにする力が出てきて」「だから、聴いてくださる方が"どうしよう……"となっていたら、背中を押せる曲になれば」と続けている[16]。
- M9「シンデレラの朝」は、ころころと転がるようなメロディや、やわらかく上下するハイトーンまじりのサビ、爽やかなウィンドチャイムやアコースティック・ギターが心地よいミディアムポップス[22]。ZERO-Aレーベルのベストアルバムにも収録されている[23]。「周りの人の幸せを憧れるのではなく、自分の幸せを自分で切り開いていく素敵な強さを感じる曲。考え方も基準も人それぞれ。その中で"私らしく"という選択をしたこの曲の主人公が大好きです」と山崎は語る[24]。「王子様」や「カボチャの馬車がなくても」といったシンデレラモチーフの歌詞が多くあるが、テーマとしては男女問わずに感銘を受ける内容であるためか、「歌詞が響いた」、「心がグッとつかまれた」というファンレターをたくさん貰ったとのこと[25]。ソロデビュー前に配信された、山崎初の個人名義曲「Dreamy Princess」もまたシンデレラモチーフの歌詞であるが、おとぎ話のような恋に恋い焦がれる歌であった[26]。対してこの曲では、「ガラスの靴ならいらないって」「シンデレラにならなくていい」と歌われており、アーティストとしてのステップアップを感じる対比がみられる[27]。
- M10「ラズベリー・パーク」は、19時に始まる誕生日会から夜明けまでのストーリーを、約9分にわたり展開する大作[28]。全体を優しく牽引するピアノや、ハモとリバーブが幻想的なサビ、 そして輪唱のように本線とコーラスが3重にかさなるラストが印象的な楽曲。ライブレポート記事でもラストに関し、「彼女の歌声とバックコーラス、そして幽玄なトラックが互いの輪郭を失い始める感覚は、同時に会場全体をどこか夢の世界へと誘ってしまうかのようだった」「友人や大切な人と一晩を起き明かし、ぼんやりとした明け方にどこからか訪れる非現実感は、誰もが一度は経験のあることだろう。『ラズベリー・パーク』は、聴き手に対してそのような夢見心地を与える楽曲だ」と評されている[27]。収録に関し山崎は、「歌詞もたくさんあって、最後まで聴き終わると何とも言えない不思議な気持ちになります。出だしは現実的で、いつの間にかフワッとした空想世界のようなところに引き込まれるのが面白くて。その分レコーディングではこだわりたくて、ブースにこもりっぱなしで5時間を過ごしました」「（特にいろいろ考えたところは）＜「かわったことなさすぎ」って＞とか「」がずっとあるサビですね。3回出てきて、最初は心の叫びみたいにしたほうがいいのかと思ったんですけど、1番はリズムもあるので明るめに歌って、2番は苦しい胸の内を叫ぶようなところを入れて、3番はそれを跳ね返す強さを出しました」と振り返っている。また、「歌詞がグッときて、歌いながらウルウルしたのも初めて」という山崎は、「3番のサビの＜たのしかったよね＞からずっと（ウルウル）で、＜勇気がもらえたよ＞とか＜素敵な集まりだ＞とか、私がライブをやったときの応援してくださった方への心情とすごく重なったんです。物語の中で自分にリンクする部分でしたね」と語っている[8]。